# Friedrich Wilhelm Eugen Döll

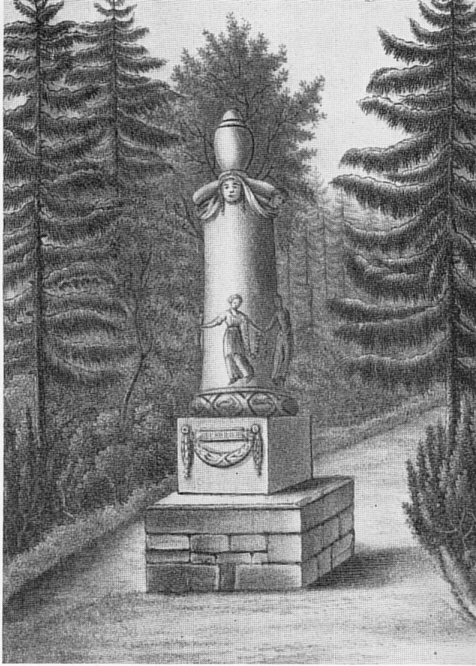
Denkmal für Christiane Becker-Neumann in Weimar, nach Zeichnungen Heinrich Meyers entstanden

 Friedrich Wilhelm Eugen Döll (* 8. Oktober 1750 in Veilsdorf bei Hildburghausen; † 30. März 1816 in Gotha) war ein deutscher Bildhauer.

## Leben

### Ausbildung
Friedrich Wilhelm Eugen Döll wurde am 8. Oktober 1750 in Veilsdorf bei Hildburghausen als Sohn des Porzellanmalers Johann Friedrich Döll geboren. Er lernte anfänglich bei dem Bildhauer Ney in Fulda. Als junger Bildhauer verbrachte er im Auftrag des Erbprinzen Ernst von Sachsen-Gotha-Altenburg (ab 1772 Herzog Ernst II.) auf Empfehlung des Barons Friedrich Melchior Grimm die Jahre 1770 bis 1773 in Paris und Rom. In Paris erhielt er eine Ausbildung bei J.A. Houdon und ging nach 14 Monaten nach Rom. In Rom bildete er sich unter Anleitung von Raphael Mengs und Johann Friedrich Reiffenstein fort.

### Wirken
Nach seiner Rückkehr wurde Friedrich Wilhelm Eugen Döll 1781 zum Hofbildhauer ernannt und erhielt Aufträge vor allem aus den Residenzen Gotha, Anhalt-Dessau und Meiningen. Es entstanden Bildnisbüsten, Denkmäler und Reliefs. 1786 wurde er Professor und 1787 erhielt er die Aufsicht über die Gothaer Kunstdenkmäler.
Döll gab auch Zeichenunterricht und weckte u. a. bei der jungen Louise Seidler (die von 1800 bis 1803 die Höhere Töchterschule Sophie Ludolfine Stielers in Gotha besuchte) das Interesse an der Zeichenkunst.
Döll wurde auf dem alten Gottesacker zu Gotha begraben. Noch im Jahre 1906 war sein Grabstein erhalten, danach verliert sich seine Spur.
Sein Sohn Friedrich Leopold Döll (1791–1856) war ebenfalls Bildhauer, der u. a. das Denkmal für Ernst Wilhelm Arnoldi schuf, heute neben der Hauptpost in Gotha aufgestellt.

## Werke
- Kandelaber in Altenbergen

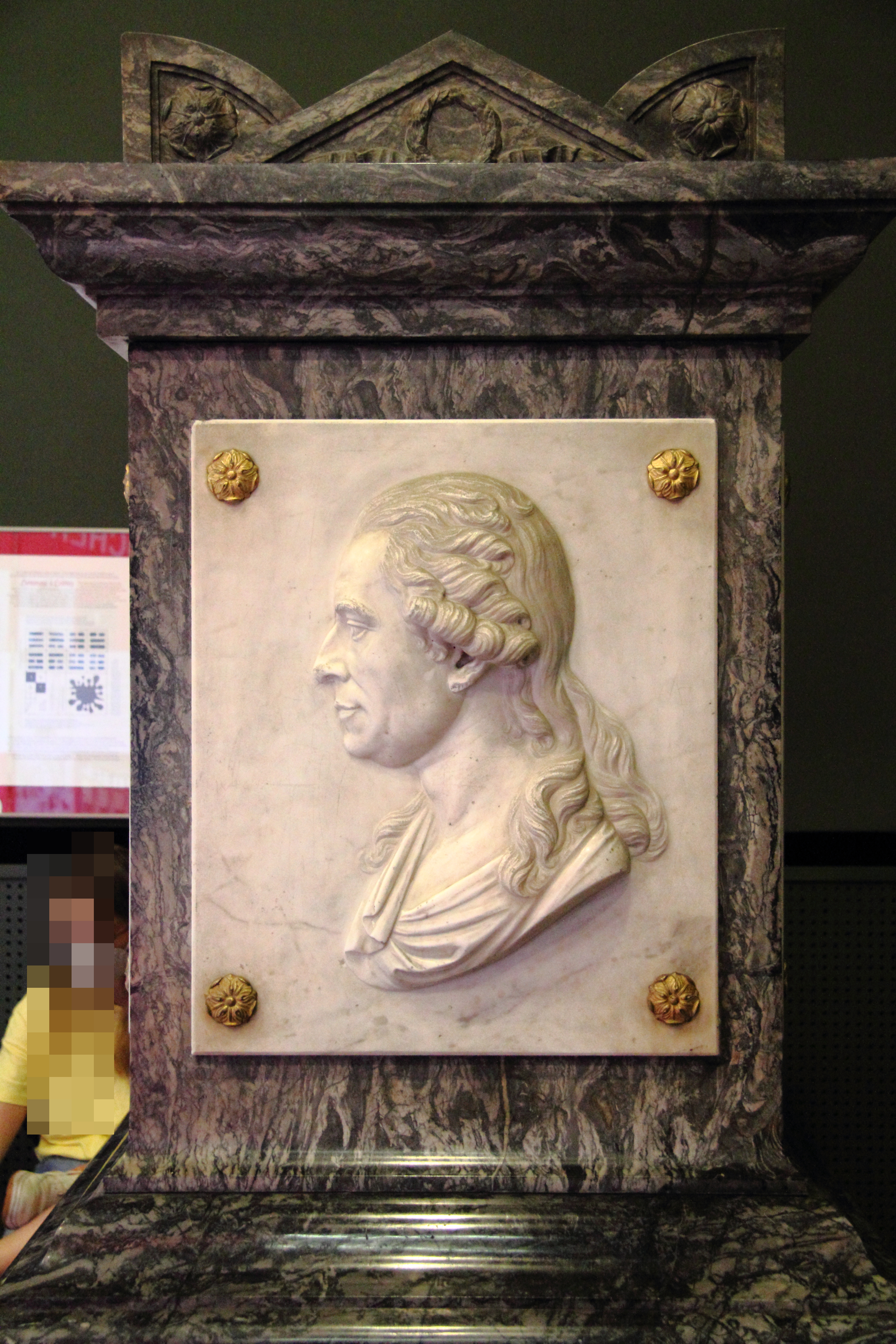
Lessing-Porträt im Relief am Lessing-Denkmal in Wolfenbüttel

- Glaube, Liebe und Hoffnung in der Hauptkirche in Lüneburg
- 22 Hauptreliefs in Stuck an der fürstlichen Reitbahn in Dessau
- eine lebensgroße Statue der Kaiserin Katharina II., als Minerva dargestellt
- dieselbe Kaiserin, vor welcher ein Mädchen auf dem Altar opfert
- Winckelmanns Grabmal in der Rotonda zu Rom
- die Büsten der Sappho und des Raphael Mengs
- die neun Musen, Basrelief
- Gustav Adolf von Schweden zu Pferde, vom Siege gekrönt, Basrelief
- die lebensgroßen Figuren der Minerva, einer Muse und der Hygieia
- die Grabmonumente der Gräfin von Einsiedel in Dresden und des Herzogs Karl von Meiningen
- Denkmal Gotthold Ephraim Lessings in der Bibliothek in Wolfenbüttel[1]
- Büste Keplers im Kepler-Monopteros von Emanuel Herigoyen in Regensburg
- das ägyptische Monument am Schwanteich in Gotha
- Denkmal für Christian August Geutebrück in Gotha
- Nymphenbrunnen auf Schloss Wilhelmsthal bei Eisenach (seit 1797 im Originalzustand)
- Denkmal für Christiane Becker-Neumann in Weimar